# Opisthotropis durandi
Espèce
Opisthotropis durandi est une espèce de serpents de la famille des Natricidae. 

## Répartition
Cette espèce est endémique de la province de Luang Prabang au Laos.

## Étymologie
Cette espèce est nommée en l'honneur de Frédéric Durand, président de l'association Société d’Histoire Naturelle Alcide d’Orbigny.

## Publication originale
- Teynié, Lottier, David, Nguyen & Vogel, 2014 : A new species of the genus Opisthotropis Günther, 1872 from northern Laos (Squamata: Natricidae). Zootaxa, no 3774 (2), p. 165–182.